# Adi Moped
ADI-Fahrzeugbau, kurz auch Adi-Moped genannt, war ein deutscher Hersteller von Mopeds und dreirädrigen Lastfahrzeugen. Der Name des von 1948 bis 1956 existierenden Unternehmens leitete sich von Vor- und Nachnamen des Gründers Artur Diebler ab.

## Geschichte
Nach dem Ende des Zweiten Weltkrieges begann die in Berlin-Neukölln ansässige Firma Fahrzeugbau Artur Diebler mit der Herstellung von Lastendreirädern einfacher Bauart unter der Markenbezeichnung ADI. Das Antriebsaggregat befand sich über dem vorderen Einzelrad, das über eine Kette angetrieben wurde. Das Ladegut konnte auf einer hinten angebrachten Ladepritsche oder in einem Kofferaufbau hinter dem offenen Sitz des Fahrers untergebracht werden. 1948 wurde dieser ADI mit einem 120-cm³-Motor von ILO angeboten.
1951 liefen bereits eintausend Exemplare dieser primitiven Stadtlieferwagen; auch die Berliner Postbehörden erprobten das kleine Motordreirad.
1950/51 plante ADI einen ähnlich konzipierten, zweisitzigen Kleinwagen mit Einzylinder-ILO-Zweitaktmotor auf den zu Markt bringen. Mittels eines langen Hebels konnte der Fahrer die Lenkung bedienen; die Hinterräder wurden mittels Fußbremse gebremst. Das Mobil war als Versehrtenfahrzeug gedacht und erreichte eine Geschwindigkeit von knapp 50 km/h.
Ab 1954 ging ADI zur Moped-Fabrikation über. Noch auf der IFMA 1956 zeigte ADI ein neues, dreirädriges Lastenmoped; ein Jahr später musste die Produktion eingestellt werden.

### Fahrzeuge (Auswahl)
- ADI Sachs Luxus
- ADI Ilo Export[1]